# Aipysurus tenuis
Espèce
Statut de conservation UICN

 DD  : Données insuffisantes
Aipysurus tenuis est une espèce de serpents de la famille des Elapidae.

## Répartition
Cette espèce marine se rencontre dans l'océan Indien dans les eaux de l'Australie de Dampier à Broome et dans la mer d'Arafura.

## Publication originale
- Lönnberg & Andersson, 1913 : Results of Dr. E. Mjöbergs Swedish Scientific Expeditions to Australia 1910-13. 3. Reptiles. Kongliga Svenska Vetenskaps Akademiens Handlingar, Stockholm, vol. 52, p. 1-17 (texte intégral).